# Skowroda Północna
Skowroda Północna (prononciation [skɔˈvrɔda puu̯ˈnɔt͡sna]) est un village de la gmina de Chąśno, du powiat de Łowicz, dans la voïvodie de Łódź, situé dans le centre de la Pologne.

## Administration
De 1975 à 1998, le village était attaché administrativement à l'ancienne voïvodie de Skierniewice.

Depuis 1999, il fait partie de la nouvelle voïvodie de Łódź.